# خشکان
خشکان روستایی در دهستان کرغند بخش نیمبلوک شهرستان قائنات استان خراسان جنوبی ایران است. بر پایه سرشماری عمومی نفوس و مسکن در سال ۱۳۹۰ جمعیت این روستا ۳۲۳ نفر (در ۸۷ خانوار) بوده‌است.